# ناحیه پرمت
استان پَرمِت (به زبان آلبانیایی: Rrethi i Përmetit) نام یکی از استان‌های سی‌وشش‌گانه کشور آلبانی است.
مرکز این استان شهر پرمت است. از شهرهای مهم دیگر آن کلسیره است. جمعیت این استان ۲۶ هزار نفر است که شامل اقلیت‌های یونانی و آرومانی نیز می‌شود. منطقه پرمت از قدیم به خاطر تولید شراب و راکی خود نام‌آور بوده‌است. شهر پرمت به خاطر گل و گلزارهای خود معروف است و در آلبانی به نام «شهر گل‌ها» معروف گشته.